# Albrecht Meißner

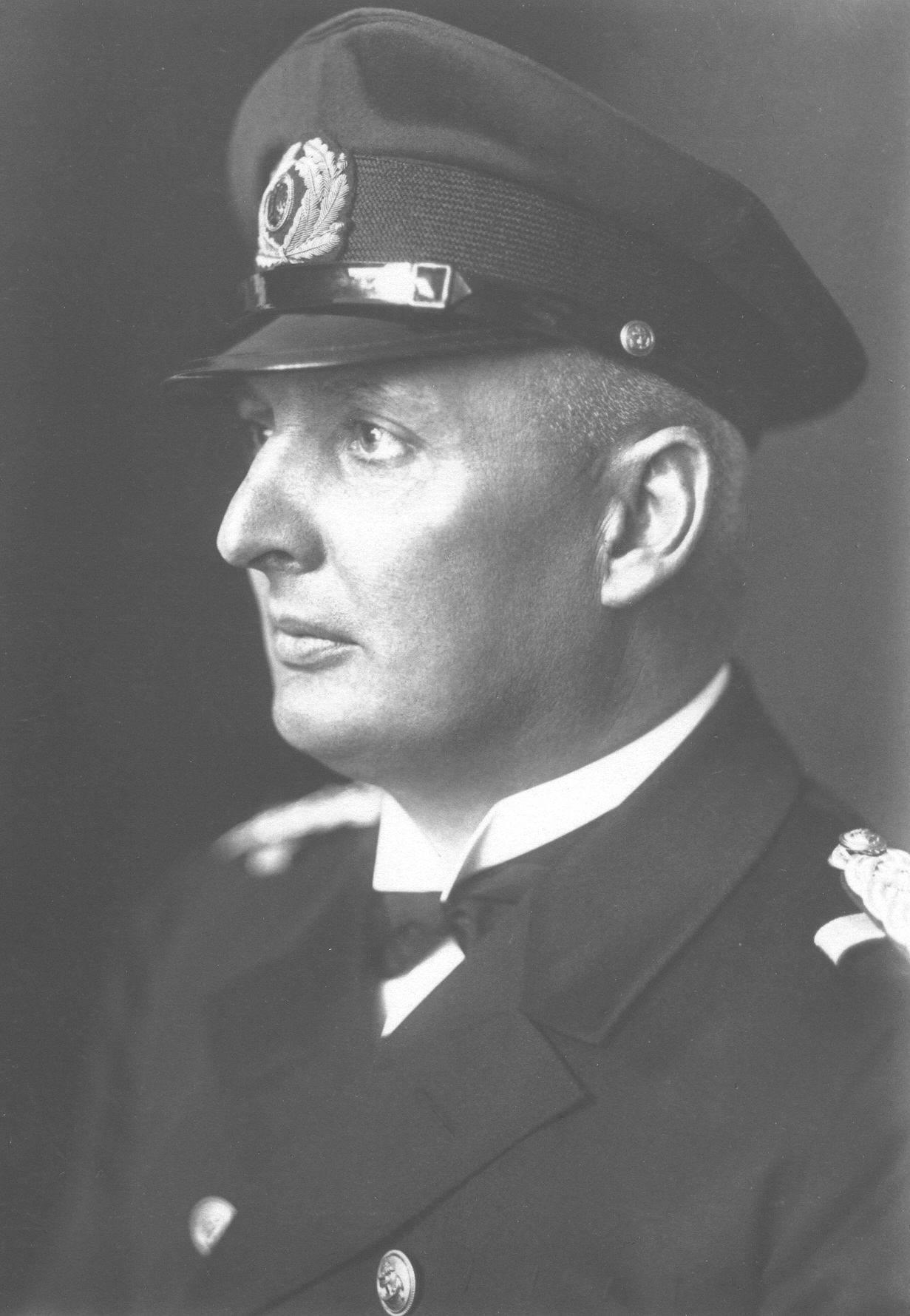
Kapitän zur See Albrecht Meißner, 1929.

Albrecht Franz Wilhelm Gustav Meißner (* 14. Oktober 1883 in Berlin; † 21. Juli 1962 in München) war ein deutscher Marineoffizier, zuletzt Konteradmiral der Reichsmarine.

## Leben

### Herkunft
Albrecht Meißner war ein Sohn des preußischen Generalmajors Gustav Meißner (1846–1929) und Sophie, geborene Albrecht (* 1859), Tochter von Wilhelm Albrecht.

### Werdegang
Albrecht Meißner trat am 10. April 1901 in die Kaiserliche Marine ein. Am 14. Dezember 1912 wurde er zum Kapitänleutnant befördert. Später war er bis März 1916 als II. Artillerie-Offizier auf dem Linienschiff Lothringen. Von Mitte Dezember bis Ende Juni 1919 war er letzter Kommandant des Großlinienschiffs Bayern, wo er bereits seit März 1916 erst als III., später als II. Artillerie-Offizier gedient hatte und welches interniert war. Am 21. Juni 1919 wurde die Bayern in Scapa Flow selbstversenkt.
Nach dem Krieg wurde er in die Reichsmarine übernommen und hier am 8. März 1920 zum Korvettenkapitän ernannt. 1920/21 war er Kommandeur der 2. Abteilung der Schiffstammdivision der Nordsee. Im Januar/Februar 1922 war er Kommandant des unter reduzierter Besatzung stehenden Linienschiffs Braunschweig. 1926/27 war er Chef des Stabes des Inspekteurs der Marineartillerie. Am 1. Oktober 1926 erfolgte seine Beförderung zum Fregattenkapitän.
Ende September 1927 übernahm er das Kommando über den Kleinen Kreuzer Amazone und wurde in dieser Stellung zum Kapitän zur See (Beförderung am 1. November 1928) befördert. Am 11. Oktober 1929 übergab er das Kommando an den Fregattenkapitän Ludwig von Schröder. Anschließend war Meißner bis 30. September 1932 Kommandeur der Marineschule Mürwik. Anschließend wurde er mit dem Charakter als Konteradmiral aus der Reichsmarine verabschiedet.
Später war er in Berlin Leiter der Militärabteilung der Fa. Carl Zeiss.

### Familie
Albrecht Meißner heiratete am 15. Februar 1923 in Hohenlimburg Elfriede Wilhelmine Uebemann (* 1900). Sie hatten drei Kinder und die Ehe wurde 1944 geschieden. Im November 1944 heiratete Meißner Sigrid Lutz (* 1901).